# 原島"ど真ん中"宙芳
原島"ど真ん中"宙芳（はらしま どまんなか みちよし、1981年5月1日 - ）は日本のDJ、トラックメイカー、ラッパー。ラッパーのPUNPEE、仙人掌、GAMEBOYS（CHAPAH & KAICHOO）らのライブDJを務めることで知られる。地元の友達であるPUNPEEとのDJコンビ「板橋兄弟」としても活動。

## 来歴
東京都新宿区水道町出身。少年期に板橋区に転居。高校時代に読んでいた『rockin'on』で紹介されたウータン・クランの『Wu-Tang Forever』（1997年）を聴いたのが、ヒップホップとの初めての接触だという。高校1年次にRHYMESTERの『B-BOYイズム』を聴いたことで日本のヒップホップに惹かれ、池袋駅近くのクラブを拠点に作詞活動やDJとしての活動を開始。高校3年次には既に音楽イベントも主催している。
2006年、DJグループ「カオスオンパレード」を結成。
2018年4月から、表参道のスペース「commune 2nd」と共同でラジオ・プラグラム『ど真ん中ラジオ』の放送が開始された。
現在は、都内のクラブを拠点にDJとして活動している傍ら、フジロックフェスティバルなどの音楽イベントにも多数出演している。

## 人物・エピソード
- 音楽ライターの二木信は、「この男の陽性と陰性の拮抗の具合、そのバランスには不思議なものがある。乱暴だが繊細で、仲間とゲラゲラ笑っていたかと思えば、クラブの隅でポツンと無表情で立っていたりする。世間の常識に背を向けているようで、やたらに道徳的だったりもする」と評している[2]。

## ディスコグラフィー

### MIX制作
- 『Hi-ROOM'S A CALLER #051』
- 『テンテンコ /「工業製品」 ~Trial version Mix~』
- 『24 Continuous Mix』 (向井太一 / SLOW DOWN＜タワーレコード限定SINGLE＞収録)

### 参加作品
- 『GAMES』（J.COLUMBUS, AKIYAHEAD & 原島“ど真ん中”宙芳）
- 『MODERN TIMES』 (SUMMIT) (2017年10月4日、PUNPEEのアルバム)